# Захарова Стелла Георгіївна
Сте́лла Гео́ргіївна Заха́рова (нар. 12 липня 1963, Одеса, Українська РСР, СРСР) — українська гімнастка, олімпійська чемпіонка в складі збірної СРСР зі спортивної гімнастики. Олімпійське золото вона виграла в командному заліку, але на інших змаганнях добивалася також успіху в абсолютній першості.

## Життєпис
Стелла Захарова народилася 12 липня 1963 року в місті Одеса, що на той час входило до складу Української РСР.
Свою першу абсолютну першість вона виграла на Всесоюзній спартакіаді школярів у 1976 році. В тому ж році вона зайняла друге місце на молодіжному чемпіонаті СРСР. Впродовж 1977—1978 років Захарова виступала з успіхом, здобувши кілька нагород у опорному стрибку і вільних вправах. Вміла акробатка, вона першою включила у свою вільну програму потрійне сальто зігнувшись.
Найуспішнішим роком для Захарової став 1979, впродовж якого вона виграла особисту першість на кубку Америки, турнірі на приз газети «Moscow News» і на кубку світу. На чемпіонаті світу вона входила до складу радянської команди, яка завершила змагання другою після румунської команди на чолі з травмованою Надею Коменеч. Тоді радянська збірна вперше не зуміла перемогти в командному заліку своїх румунських супротивниць на одному з головних змагань року.
В 1980 році Захарова продовжила свої успіхи, вигравши золото з командою на московській Олімпіаді й здобувши другий титул абсолютної чемпіонки на кубку світу. Виявилося, що це пік її кар'єри, оскільки, починаючи з 1981 року, її виступи стали менш успішними.
Після завершення спортивної кар'єри Стелла Захарова одружилася з футболістом команди «Динамо» Київ Віктором Хлусом. Народила сина і доньку. В Україні проводиться щорічний «Кубок Стелли Захарової», названий на її честь.

## Нагороди
- У 2016 році стала лауреатом Всеукраїнської премії «Жінка ІІІ тисячоліття» в номінації «Рейтинг».

## Скандали
Ірина Горбачова, тренерка українського гімнаста, олімпійського призера Іллі Ковтуна, який після Олімпіади почав представляти Хорватію, стверджує, що віцепрезидент ФГУ Стелла Захарова на чемпіонаті Європи підходила до неї та просила зняти Ковтуна з командних змагань, щоби збірна України нічого не виграла. Головний тренер чоловічої збірної України Геннадій Сартинський вважає, що Захарова причетна до планомірного руйнування чоловічої гімнастики в Україні